# Область главных идеалов
Область главных идеалов — это область целостности, в которой любой идеал является главным. Более общее понятие — кольцо главных идеалов, от которого не требуется целостности (однако некоторые авторы, например Бурбаки, ссылаются на кольцо главных идеалов как на целостное кольцо).
Элементы кольца главных идеалов в некотором смысле похожи на числа: для любого элемента существует единственное разложение на простые, для любых двух элементов существует наибольший общий делитель.
Области главных идеалов можно указать на следующей цепочке включений:
Коммутативные кольца {\displaystyle \supset } Области целостности {\displaystyle \supset } Факториальные кольца {\displaystyle \supset } Области главных идеалов {\displaystyle \supset } Евклидовы кольца {\displaystyle \supset } Поля
Кроме того, все области главных идеалов являются нётеровыми и дедекиндовыми кольцами.

## Примеры
- Кольцо целых чисел {\displaystyle \mathbb {Z} }
- Кольцо многочленов над полем {\displaystyle k-k[x]}, а также кольцо формальных степенных рядов
- {\displaystyle \mathbb {Z} [i]} — кольцо гауссовых целых чисел
- Кольцо целых чисел Эйзенштейна

Примеры целостных колец, не являющихся кольцами главных идеалов:
- {\displaystyle \mathbb {Z} [x]} — кольцо многочленов с целыми коэффициентами (идеал {\displaystyle (2,x)} нельзя породить одним многочленом)
- Кольцо многочленов от двух переменных {\displaystyle k[x,y]} (идеал {\displaystyle (x,y)} не является главным)

## Модули
Основной результат здесь — следующая теорема: если {\displaystyle R} — область главных идеалов и {\displaystyle M} — конечнопорожденный модуль над {\displaystyle R}, то {\displaystyle M} разлагается в прямую сумму циклических модулей, то есть модулей, порожденных одним элементом. Поскольку существует сюръективный гомоморфизм из {\displaystyle R} в циклический модуль над ним (отправляющий единицу в генератор), по теореме о гомоморфизме любой циклический модуль имеет вид {\displaystyle R/xR} для некоторого {\displaystyle x\in R}.
В частности, любой подмодуль свободного модуля над областью главных идеалов свободен. Это неверно для произвольных колец, в качестве контрпримера можно привести вложение {\displaystyle \mathbb {Z} [X]}-модулей {\displaystyle (2,X)\subseteq \mathbb {Z} [X].}